# Elliotomyia
Elliotomya es un género de aves apodiformes de la familia Trochilidae —los colibríes— que agrupa apenas a dos especies nativas América del Sur, cuyas áreas de distribución a lo largo de la vertiente oriental de los Andes se encuentran entre el norte de Perú y el noroeste de Argentina. Las dos especies estaban anteriormente en el género Amazilia pero fueron transferidas al presente género, recientemente descrito, como resultados de estudios  filogenéticos. A sus miembros se les conoce por el nombre común de colibríes, o picaflores.

## Características
Los dos colibríes de este género son bastante parecidos entre sí, miden entre 9,3 y 10,5 cm de longitud, de pico recto, con el maxilar negro y la mandíbula rojiza, partes superiores y lados del pecho verde brillante, partes inferiores completamente blancas, alas y cola oscuras. Casi no presentan dimorfismo sexual.

## Sistemática
El género Elliotomyia fue acuñado por los ornitólogos colombiano F. Gary Stiles y estadounidense James Van Remsen Jr. en 2019, para substituir al también reciente género Elliotia que se encontraba pre-ocupado, la especie tipo originalmente designada es Trochilus chionogaster, actualmente Elliotomyia chionogaster.

### Etimología
El nombre genérico femenino Elliotomyia conmemora al ornitólogo estadounidense Daniel Giraud Elliot (1835-1915), combinado con la palabra del griego «μυια muia, μυιας muias» que significa ‘mosca’; en ornitología myia y myias significan ‘muy pequeño’, ‘aves del tamaño de una mosca’.

### Taxonomía
Las dos especies en este género estuvieron colocadas en el género Leucippus y en Amazilia. Los estudios filogenéticos de McGuire et al. (2014) demostraron que el género Amazilia era altamente polifilético y que las entonces especies A. chionogaster y A. viridicauda están estrechamente relacionadas entre sí y no son parientes próximas de Amazilia «sensu-stricto» ni de Leucippus. En la clasificación propuesta para resolver la polifilia del género, Stiles et al. (2017) propusieron un nuevo género Elliotia, para albergar estas dos especies, lo que fue reconocido por el por el Comité de Clasificación de Sudamérica (SACC) en la Propuesta N.º 781. Sin embargo, posteriormente se descubrió que el nombre Elliotia estaba pre-ocupado por un género de coleópteros y se propuso un nuevo nombre Elliotomyia, que fue reconocido en la Propuesta N.º 877 al SACC.

## Lista de especies
Según las clasificaciones del Congreso Ornitológico Internacional (IOC) y Clements Checklist/eBird, el género agrupa a las siguientes especies con el respectivo nombre popular de acuerdo con la Sociedad Española de Ornitología (SEO):
| Imagen | Nombre científico        | Autor             | Nombre común        | Estado de conservación | Distribución |
| ------ | ------------------------ | ----------------- | ------------------- | ---------------------- | ------------ |
|        | Elliotomyia chionogaster | (Tschudi), 1846   | colibrí ventriníveo | LC                     |              |
|        | Elliotomyia viridicauda  | (Berlepsch), 1883 | colbrí blanquiverde | LC                     |              |